# Kalabari (langue)
Pour les articles homonymes, voir iby.
Le kalabari, l’ibani et le kirike, aussi appelé okrika, sont trois dialectes intercompréhensibles du groupe ijo des langues nigéro-congolaises ; et sont parlés par les Kalabari, les Ibani et les Okrika dans le Sud du Nigéria.

## Dialectes
Le kalabari est parlé au sud de Port Harcourt.
L’ibani est parlé au sud-est de Port Harcourt, dans la zone de gouvernement local de Bonny et à Opobo.
Le kirike est parlé à Port Harcourt et les zones de gouvernement local d’Okrika et d’Ogu-Bolo.

## Écriture
| a | b | ḇ | d | ḏ | e | ẹ | f | g | h | i | ị | j | k | l | m | n | o | ọ | p | r | s | t | u | ụ | v | w | y |

| a | b | ḅ | d | e | ẹ | f | g | gb | gh | gw | h | i | ị | j | k | kp | kw | l | m | n | nw | ny | o | ọ | p | r | s | t | u | ụ | v | w | y | z |

| a | b | ḅ | ch | d | ḍ | e | ẹ | f | g | gb | gw | h | i | ị | j | k | kp | kw | l | m | n | ñ | nw | ny | o | ọ | p | r | s | t | u | ụ | v | w | y | z |